# Bucknall (Lincolnshire)
Bucknall – wieś w Anglii, w hrabstwie Lincolnshire, w dystrykcie East Lindsey. Leży 20 km na wschód od Lincoln i 188 km na północ od Londynu.